# Liste der Biografien/Laux
Liste der Biografien |
Portal Biografien |
Personensuche
# |
A |
B |
C |
D |
E |
F |
G |
H |
I |
J |
K |
L |
M |
N |
O |
P |
Q |
R |
S |
T |
U |
V |
W |
X |
Y |
Z |
?
 
La |
Lb |
Lc |
Le |
Lg |
Lh |
Li |
Lj |
Ll |
Lm |
Lo |
Lp |
Lt |
Lu |
Lv |
Lw |
Lx |
Ly |
Lz
 
Laa |
Lab |
Lac |
Lad |
Lae–Lah |
Lai |
Laj |
Lak |
Lal |
Lam |
Lan |
Lao |
Lap |
Laq |
Lar |
Las |
Lat |
Lau |
Lav |
Law |
Lax |
Lay |
Laz
 
Laua |
Laub |
Lauc |
Laud |
Laue |
Lauf |
Laug |
Lauh |
Laui |
Lauj |
Lauk |
Laul |
Laum |
Laun |
Laup |
Laur |
Laus |
Laut |
Lauv |
Lauw |
Laux |
Lauz
Die Liste der Biografien führt alle Personen auf, die in der deutschsprachigen Wikipedia einen Artikel haben. Dieses ist eine Teilliste mit 33 Einträgen von Personen, deren Namen mit den Buchstaben „Laux“ beginnt.

## Laux
- Laux, Bernhard (* 1955), deutscher Theologe
- Laux, Carl (1873–1953), deutscher Gutsbesitzer und Politiker (BBB), MdR
- Laux, Friedrich (* 1938), deutscher Prähistoriker
- Laux, Hans (* 1929), deutscher Aktuar auf dem Gebiet der Bausparmathematik und Manager
- Laux, Heiko, deutscher Techno-Produzent und Labelbetreiber
- Laux, Helga (* 1956), deutsche Richterin am Bundesarbeitsgericht und Verfassungsrichterin
- Laux, Helmut (* 1939), deutscher Wirtschaftswissenschaftler
- Laux, Henning (* 1979), deutscher Soziologe und Hochschullehrer
- Laux, Jonas (* 1982), deutscher Schauspieler
- Laux, Julius († 1938), deutscher Chemiker
- Laux, Karl (1896–1978), deutscher Musikwissenschaftler, Musikkritiker und Politiker, MdV
- Laux, Karl Eberhard (1923–2007), deutscher Jurist
- Laux, Lothar (* 1944), deutscher Psychologe und Professor
- Laux, Lucas (* 2002), deutscher Fußballspieler
- Laux, Marius (* 1986), deutscher Fußballspieler
- Laux, Michael (1952–2019), deutscher Filmemacher
- Laux, Oliver (* 1990), deutscher Fußballspieler
- Laux, Paul (1887–1944), deutscher General der Infanterie im Zweiten Weltkrieg
- Laux, Petra (* 1959), deutsche Juristin und Richterin
- Laux, Philipp (* 1973), deutscher Fußballtorhüter und Fußballtrainer
- Laux, Rainer (* 1961), deutscher Fernsehproduzent
- Laux, Raphael (* 1991), deutscher Fußballtorhüter
- Laux, Reiner, Bankräuber und Autor
- Laux, Stephan (* 1966), deutscher Historiker, Autor und Hochschullehrer, Professor für Geschichte
- Laux, Torsten (* 1965), deutscher Organist, Pädagoge, Komponist
- Laux, Werner (1902–1975), deutscher Kunstprofessor und Hochschulrektor

### Lauxe
- Lauxen, Nikolaus (1722–1791), deutscher Architekt des Spätbarocks

### Lauxm
- Lauxmann, Kurt (* 1923), deutscher Fußballspieler
- Lauxmann, Nico (* 1975), deutscher Politiker (CDU)
- Lauxmann, Richard (1898–1959), deutscher Jurist und Präsident der deutschen Post Osten
- Lauxmin, Sigismundus († 1670), litauischer Philosoph, Rhetoriker und Musikwissenschaftler

### Lauxt
- Lauxtermann, Josef (1898–1972), Widerstandskämpfer
- Lauxtermann, Marc (* 1960), niederländischer Byzantinist und Neogräzist